# الکساندر داماگارف
الکساندر داماگارف (روسی: Алекса́ндр Домога́ров؛ زادهٔ ۱۲ ژوئیهٔ ۱۹۶۳) بازیگر و مجری تلویزیون اهل روسیه است.
از فیلم‌ها یا برنامه‌های تلویزیونی که وی در آن نقش داشته‌است، می‌توان به خون از خون، موج جرم و جنایت، با آتش و شمشیر (فیلم)، با آتش و شمشیر (مجموعه تلویزیونی)،  ابله، آسا و نبرد ورشو ۱۹۲۰ اشاره کرد.
وی همچنین برندهٔ جوایزی همچون هنرمند مردمی روسیه شده‌است.